# Concord (Vermont)
Concord è un comune degli Stati Uniti d'America, situato nello Stato del Vermont e in particolare nella contea di Essex.